# Aleksandrs Cauņa
Aleksandrs Cauņa (ur. 19 stycznia 1988 w Dyneburgu) – piłkarz łotewski grający na pozycji ofensywnego pomocnika.

## Kariera klubowa
Cauņa pochodzi z Dyneburga. Karierę piłkarską rozpoczął w tamtejszym klubie FK Dinaburg. W 2002 roku rozpoczął treningi w Skonto Ryga. W 2006 roku na krótko trafił do Olimpsu Ryga i przez pół roku grał w pierwszej lidze łotewskiej. W połowie 2006 roku wrócił do Skonto i zadebiutował w jego barwach w pierwszej lidze łotewskiej. Od tego czasu zaczął występować w pierwszym składzie Skonto. W latach 2006, 2008 i 2009 zajął ze Skonto 3. miejsce w lidze.
Na początku 2009 roku Cauņa był wypożyczony do angielskiego Watfordu F.C., występującego w rozgrywkach Football League Championship. W nim zadebiutował 3 marca 2009 w przegranym 1:2 wyjazdowym spotkaniu z Plymouth Argyle. 7 kwietnia 2009 w meczu z Southampton F.C. (2:2) strzelił jedynego gola w barwach Watfordu. Latem 2009 Łotysz wrócił do Skonto. Od początku sezonu 2011–2012 jest natomiast graczem CSKA Moskwa
| Sezon   | Klub         | Kraj   | Rozgrywki     | Mecze | Bramki |
| ------- | ------------ | ------ | ------------- | ----- | ------ |
| 2006    | Olimps Ryga  | Łotwa  | 1. līga       | ?     | ?      |
| 2006    | Skonto Ryga  | Łotwa  | Virslīga      | 10    | 2      |
| 2007    | Skonto Ryga  | Łotwa  | Virslīga      | 22    | 4      |
| 2008    | Skonto Ryga  | Łotwa  | Virslīga      | 22    | 1      |
| 2008/09 | Watford F.C. | Anglia | Championship  | 5     | 1      |
| 2009    | Skonto Ryga  | Łotwa  | Virslīga      | 11    | 4      |
| 2010    | Skonto Ryga  | Łotwa  | Virslīga      | 12    | 5      |
| 2011/12 | CSKA Moskwa  | Rosja  | Priemjer-Liga | 15    | 0      |
| 2012/13 | CSKA Moskwa  | Rosja  | Priemjer-Liga | 25    | 3      |

## Kariera reprezentacyjna
W reprezentacji Łotwy Cauņa zadebiutował 2 czerwca 2007 roku w przegranym 0:2 spotkaniu eliminacji do Euro 2008 z Hiszpanią. Wraz z Łotwą wystąpił także w eliminacjach do Mistrzostw Świata 2010.